# Roselyn Sánchez
Roselyn Sánchez (San Juan, 2 april 1973) is een Puerto Ricaans model, actrice en zangeres. Ze is het meest bekend van haar rol als Elena Delgado in de serie Without a Trace.
Ze studeerde een aantal jaren marketing aan de Universiteit van Puerto Rico, maar vertrok op haar 18e naar New York om daar een carrière te beginnen als actrice, danseres/zangeres. In 1992 speelde ze haar eerste rol als Clarise in de film “Captain Ron”, die opgenomen is in haar geboorteland. In 1993 breekt ze door als bekend model en wint ze enkele miss-verkiezingen.
Als actrice maakt ze naam in 24 afleveringen in de serie As the World Turns als Pilar Domingo.
Ze speelt in meerdere series een (gast)rol zoals bijvoorbeeld in Nash Bridges, The Drew Carey Show, L.A. Dragnet, Desperate Housewives, Rizzoli & Isles en een grote rol in Without a Trace. In 2013 speelt ze Carmen Luna in Devious Maids.
Sánchez is ook te zien in diverse films. Onder andere in Rush Hour 2 (met Jackie Chan), Boat Trip, Basic, Chasing Papi, Nightstalker, Edison, Shooting Gallery (ook wel Pool Hall Prophets genoemd), Yellow in 2006 (als stripper), The Game Plan en in 2012 Act of Valor.
Sánchez was getrouwd met acteur Gary Stretch (1998-2001). Vanaf november 2008 is ze getrouwd met acteur en model Eric Winter. Ze hebben een dochter. Sánchez is een voorvechter van dierenrechten en steunt actief het People for the Ethical Treatment of Animals.
- Biblioteca Nacional de España: XX4429588
- Bibliothèque nationale de France: cb14621975s (data)
- Gemeinsame Normdatei: 1037265661
- International Standard Name Identifier: 0000 0001 1837 3823
- Library of Congress Control Number: no2005073154
- MusicBrainz: db608475-8dfb-4f60-8bc4-6c6767edcb26
- Nederlandse Thesaurus van Auteursnamen: 345683838
- Virtual International Authority File: 169457832
- WorldCat: E39PBJfRFMcfWbYmfjc4Kb4pfq